# Acanthopyrgus longicornis
Acanthopyrgus longicornis är en insektsart som beskrevs av Marius Descamps och Wintrebert 1966. Acanthopyrgus longicornis ingår i släktet Acanthopyrgus och familjen Pyrgomorphidae. Inga underarter finns listade i Catalogue of Life.